# Liste der Baudenkmale in Welle (Niedersachsen)
In der Liste der Baudenkmale in Welle sind alle Baudenkmale der niedersächsischen Gemeinde Welle aufgelistet. Die Quelle der Baudenkmale ist der Denkmalatlas Niedersachsen. Der Stand der Liste ist der 1. Oktober 2020.

## Allgemein
In den Spalten befinden sich folgende Informationen:
- Lage: die Adresse des Baudenkmales und die geographischen Koordinaten. Kartenansicht, um Koordinaten zu setzen. In der Kartenansicht sind Baudenkmale ohne Koordinaten mit einem roten Marker dargestellt und können in der Karte gesetzt werden. Baudenkmale ohne Bild sind mit einem blauen Marker gekennzeichnet, Baudenkmale mit Bild mit einem grünen Marker.
- Bezeichnung: Bezeichnung des Baudenkmales
- Beschreibung: die Beschreibung des Baudenkmales. Unter § 3 Abs. 2 NDSchG werden Einzeldenkmale und unter § 3 Abs. 3 NDSchG Gruppen baulicher Anlagen und deren Bestandteile ausgewiesen.
- ID: die Objekt-ID des Baudenkmales
- Bild: ein Bild des Baudenkmales, ggf. zusätzlich mit einem Link zu weiteren Fotos des Baudenkmals im Medienarchiv Wikimedia Commons. Wenn man auf das Kamerasymbol klickt, können Fotos zu Baudenkmalen aus dieser Liste hochgeladen werden:

## Hoinkenbostel

### Einzelbaudenkmale
| Lage                                         | Bezeichnung | Beschreibung | ID       | Bild |
| -------------------------------------------- | ----------- | ------------ | -------- | ---- |
| Hoinkenbostel 12 53° 15′ 49″ N, 9° 46′ 44″ O | Backhaus    |              | 26963875 | BW   |

## Kampen

### Gruppe: Wohnhaus
Die Gruppe „Wohnhaus“ hat die ID 44038743.

| Lage                                            | Bezeichnung  | Beschreibung | ID       | Bild |
| ----------------------------------------------- | ------------ | ------------ | -------- | ---- |
| Tostedter Straße 15 53° 14′ 44″ N, 9° 47′ 22″ O | Wohnhaus     |              | 44038779 | BW   |
| Tostedter Straße 15 53° 14′ 44″ N, 9° 47′ 22″ O | Nebengebäude |              | 44038760 | BW   |
| Tostedter Straße 15 53° 14′ 44″ N, 9° 47′ 23″ O | Stallgebäude |              | 44038727 | BW   |

### Gruppe: Dorfstrasse 7 / Moorweg
Die Gruppe „Dorfstrasse 7 / Moorweg“ hat die ID 26970125.

| Lage                                     | Bezeichnung  | Beschreibung | ID       | Bild |
| ---------------------------------------- | ------------ | ------------ | -------- | ---- |
| Dorfstraße 7 53° 14′ 36″ N, 9° 46′ 58″ O | Häuslinghaus |              | 26963786 | BW   |
| Dorfstraße 7 53° 14′ 36″ N, 9° 46′ 58″ O | Scheune      |              | 26963772 | BW   |

### Gruppe: Mühlenanlage Am Mühlenberg  25
Die Gruppe „Mühlenanlage Am Mühlenberg  25“ hat die ID 26970116.

| Lage                                        | Bezeichnung  | Beschreibung | ID       | Bild |
| ------------------------------------------- | ------------ | ------------ | -------- | ---- |
| 53° 14′ 31″ N, 9° 46′ 4″ O                  | Nebengebäude |              | 26963845 |      |
| Am Mühlenberg 25 53° 14′ 30″ N, 9° 46′ 5″ O | Mühle        |              | 26963859 |      |

### Einzelbaudenkmale
| Lage                                           | Bezeichnung | Beschreibung | ID       | Bild |
| ---------------------------------------------- | ----------- | ------------ | -------- | ---- |
| Dorfstraße 16 53° 14′ 36″ N, 9° 46′ 50″ O      | Bauernhaus  |              | 26963800 | BW   |
| Am Schützenplatz 2 53° 14′ 33″ N, 9° 46′ 35″ O | Gaststätte  |              | 26963815 | BW   |
| Am Mühlenberg 25 53° 14′ 31″ N, 9° 46′ 2″ O    | Wohnhaus    |              | 26963830 | BW   |
| Hasselkamp 12 53° 14′ 28″ N, 9° 46′ 29″ O      | Göpelhaus   |              | 26963757 | BW   |

## Welle

### Einzelbaudenkmale
| Lage                                                 | Bezeichnung | Beschreibung                               | ID       | Bild |
| ---------------------------------------------------- | ----------- | ------------------------------------------ | -------- | ---- |
| B 3 / Bahnübergang, Otter 53° 12′ 0″ N, 9° 49′ 35″ O | Grenzstein  | Historischer Grenzstein an der B3 in Welle | 35356109 |      |